# Luccombe (Somerset)
Luccombe – wieś w Anglii, w hrabstwie Somerset, w dystrykcie (unitary authority) Somerset. Leży 75 km na południowy zachód od miasta Bristol i 242 km na zachód od Londynu. W 2001 miejscowość liczyła 209 mieszkańców.